# Mata Clara
Mata Clara és el nom d'un cim de 1.520,9 m alt del límit les comunes de Planès i Sant Pere dels Forcats, de la comarca del Conflent, a la Catalunya del Nord. Està situat a la zona nord-oriental del terme de Sant Pere dels Forcats, a la nord-occidental del de Planès, a prop al nord-oest del nucli del Castell del poble de Planès i a llevant del de Sant Pere dels Forcats.